# 鍾離嘉
鍾離嘉（?—?），字公陽，一字超本。東晉南昌（今江西南昌）人。
許遜二姐之子。少失父母，性簡淡，許遜嘗嘆其夙有道資，乃收為弟子，教以神方，傳說能拯災逐疫。修道南昌西山丹陵觀，為西山十二真君之一。許遜昇天時，賜他金丹。同年十月十五日，天上出現碧霞寶車，鍾離嘉隨車飛昇而去。
宋朝道君皇帝敕封為「普惠真人」。